# 威爾遜冰原島峰
80°1′S 80°38′W / 80.017°S 80.633°W
威爾遜冰原島峰（英語：Wilson Nunataks），是南極洲的冰原島峰，位於埃爾斯沃思地，屬於赫里蒂奇嶺的一部分，處於道格拉斯峰和海格立斯灣之間，全長15公里，由明尼蘇達大學探險隊命名，現時由南極條約體系管理。